# Динер, Теодор Отто
Теодор Отто Динер (англ. Theodor Otto Diener; Цюрих (Швейцария), 28 февраля 1921 - 28 марта 2023 года, Белтсвилл, штат Мэриленд (США) ) — американский фитопатолог, впервые открывший и описавший патогены растений — вироиды .

## Биография
Динер Отто родился в Швейцарии, в Цюрихе в 1921 году. Переехал в США в 1949 году. В 1971 году открыл возбудитель заболевания картофеля — вироид веретеновидности клубней картофеля (PSTVd). В дальнейшем он изучал свойства и функции вироидов — не имеющих белковой оболочки агентов, состоящих из простых соединений молекул РНК.

## Награды
- 1987 — Национальная научная медаль США в номинации «Биологические науки», «за открытие вироидов, наиболее малого известного агента инфекционного заболевания. Это открытие открывает новые возможности молекулярных исследований некоторых наиболее серьезных заболеваний, поражающих растения, животных и людей»
- 1987 — Премия Вольфа по сельскому хозяйству, «за открытие и пионерские фундаментальные исследования вироидов, а также прикладной работы по обнаружению вироида в посевах»
- 1988 — E. C. Stakman[англ.] Award от Университета Миннесоты